# Lore Trenkler
Eleonore Richarda Trenkler (25. März 1914 in Berlin – 10. September 2002 in Wien) war eine österreichische Köchin und Diätassistentin. Sie war von 1960 bis 1962 die Leibköchin der äthiopischen Kaiserin Menen II. und danach – bis zu dessen Tod im Jahr 1975 – von Haile Selassie.

## Leben
Lore Trenkler wurde als Tochter eines Wiener Hüttentechnikers und einer Münchnerin in Berlin geboren. Sie hatte zumindest einen älteren Bruder, der Förster wurde. Noch am Tag der Machtergreifung der Nazis verließ sie Deutschland und zog zu ihrem Großvater nach Wien. Sie absolvierte eine Ausbildung zur Diätassistentin und arbeitete in Kur- und Krankenhäusern. Pläne, gemeinsam mit ihrem Bruder nach Afrika auszuwandern, scheiterten nach der Annexion Österreichs und dem Beginn des Zweiten Weltkrieges. Ihr Bruder fiel im Weltkrieg.
Ab 1956 war sie Diätküchenleiterin an der Kerckhoff-Klinik in Bad Nauheim. Im Jahr 1960 bewarb sie sich auf eine Zeitungsannonce um die Stelle als Diätassistentin für die äthiopische Kaiserin. Die Bewerberinnen sollten über 40 Jahre alt sein und französisch sprechen. Trenkler wurde ausgewählt und bekam einen Dreijahresvertrag.

### Zeit in Äthiopien

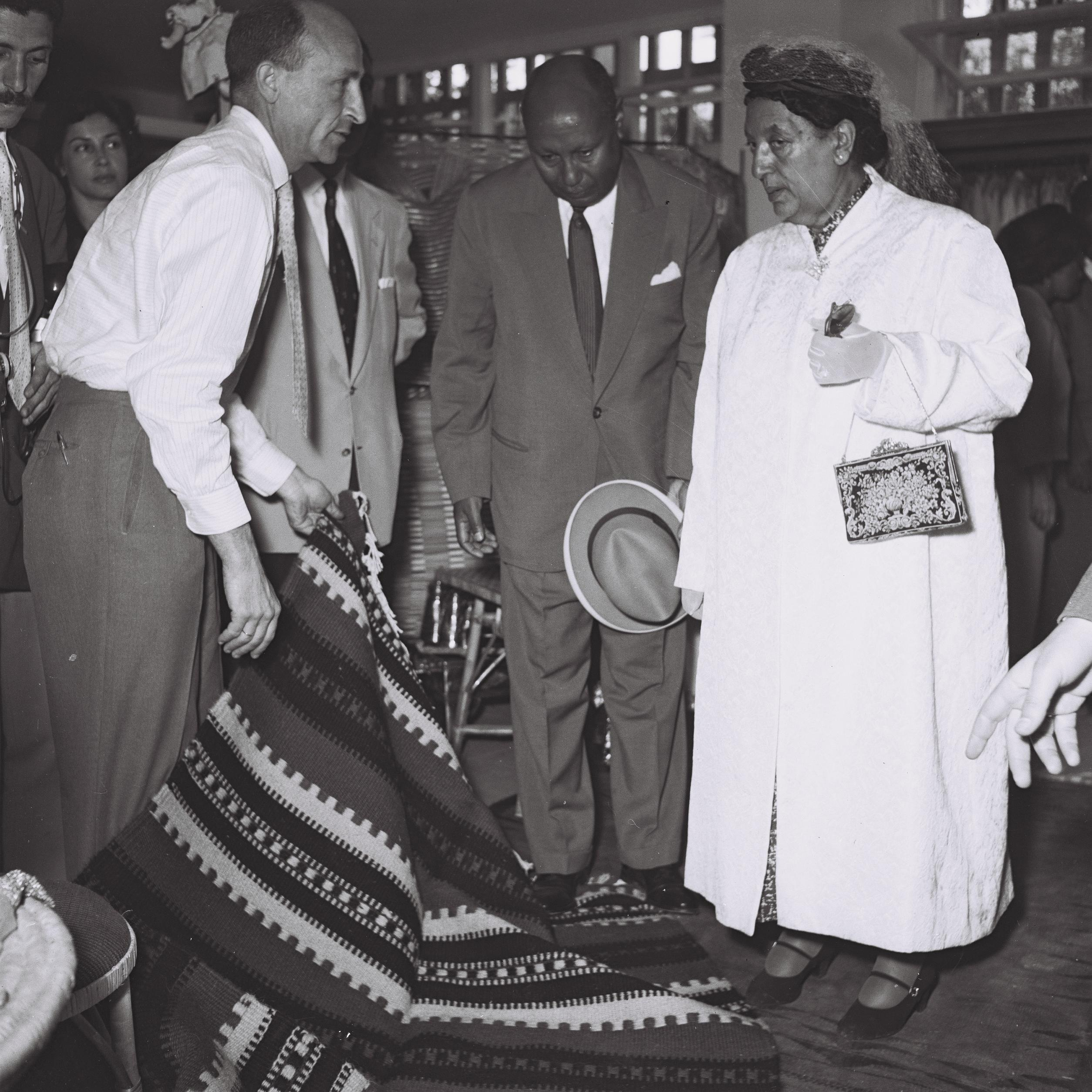
Menen II., Kaiserin von Äthiopien

Am Morgen des 14. November 1960 langte Lore Trenkler an Bord einer viermotorigen Linienmaschine aus Frankfurt in Addis Abeba ein. Sie wurde am Flughafen von Haile Selassies Leibarzt Johann Otto mit einem Veilchenstrauß willkommen geheißen. Sie übernahm die Verpflegung der schwerkranken Kaiserin. Freunde hatten erzählt, Äthiopien sei eines der sichersten Länder Afrikas, ohne Kriege und Unruhen. Doch bereits ein Monat nach ihrer Ankunft erlebte sie – während eines Brasilien-Besuches des Kaisers – eine erste Palastrevolution, die in der Folge niedergeschlagen wurde. Der Kaiser entschuldigte sich persönlich bei der Köchin für das Ungemach so rasch nach der Ankunft, besuchte sie des Öfteren in der Küche und suchte gemeinsam mit ihr den Platz für einen kleinen Gemüsegarten im Palastgelände aus.
15 Monate später verstarb die Kaiserin und Trenkler wurde die Leitung der Palastküche übertragen. Zu ihren Aufgaben sorgte neben der gastronomischen Versorgung des Kaiserhauses und seiner Gäste auch die Ausrichtung der Staatsbankette, unter anderem für Elisabeth II. von England, den deutschen Bundespräsidenten Heinrich Lübke oder mehrfach für den jugoslawischen Staatspräsidenten Josip Broz Tito, einen Freund des Kaisers. Das Festessen für die englische Königin im Jahr 1965 bestand aus fünf Gängen für 1000 Personen, serviert auf goldenen Tellern. Die Monarchin war ebenso angetan wie ihr Prinzgemahl. 

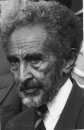
Haile Selassie

Trenkler leitet die Küchen im Jubilee Palace, dem Hauptwohnsitz von Haile Selassie I. und seiner Familie, heute die offizielle Residenz des äthiopischen Präsidenten, und im Guenete Leul Palace, dem Arbeitssitz. Sie begleitete ihn aber auch auf offiziellen Reisen durch sein Reich, beispielsweise in die kaiserlichen Residenzen in Asmara, Massaua und Dire Dawa, und im Ausland. Sie freundete sich mit einem Geparden der kaiserlichen Menagerie an, der aus Kenia stammte, und versorgte auch den kaiserlichen Schimpansen – nach Anweisungen des Zoo Frankfurt, da diese Gattung in Äthiopien nicht beheimatet ist. Neben internationalen Rezepten und traditionellen Gerichten Äthiopiens integrierte Lore Trenkler auch Wiener Spezialitäten im Speiseplan, wie Kaiserschmarrn und Apfelstrudel mit ausgezogenem Teig. Letzterer eignete sich auch gut für die orientalisch-orthodoxe Fastenzeit, die streng beachtet wurde, und erfreute sich großer Beliebtheit im gesamten kaiserlichen Haushalt und unter den Ministern und Beamten. Auch nach dem Sturz von Kaiser Haile Selassie I. im Jahr 1974 bekochte sie ihren langjährigen Dienstherrn, die fertigen Gerichte wurden vom Militär in den Arrest gebracht. Nach seinem Tod im August 1975 verließ sie Äthiopien und ließ sich in Wien nieder.
Im Alter von 72 Jahren erlernte sie die Technik Chinesischer Seidenmalerei und gestaltete drei Jahre später ihre erste Ausstellung in einer Bank. Mit dem Erlös der Ausstellung finanzierte sie ihre erste China-Reise.

### Erinnerungen
Lore Trenkler verfasste ihre Erinnerungsschrift für Verwandte in Wien. Sie wurde von Rudolf Agstner, österreichischer Botschafter in Äthiopien von 2006 bis 2009, ediert und 2011 publiziert. Die Erinnerungen geben Einblicke in Arbeit und Leben am äthiopischen Kaiserhof, sowohl in Addis Abeba, als auch in den kaiserlichen Residenzen des heutigen Eritreas. Die Zeit nannte Trenkler die „treue Seele am Hof von Addis Abeba“. Zwar zeigt das Buch auch die wirtschaftliche und soziale Entwicklung des Landes unter dem Langzeitherrscher, aber stets aus der Innensicht des Hofes, geprägt von hoher Loyalität und Wertschätzung der Autorin für ihren Dienstgeber. Im Interview mit Franz Fluch merkte sie an: „Der Kaiser war eigentlich wie ein Vater zu einem.“ Sie fand, dass die Patienten erster Klasse in deutschen Kliniken wesentlich anspruchsvoller waren als ihr äthiopischer Dienstgeber.
Das Buch stellt sozusagen das Gegenstück zu Ryszard Kapuścińskis umstrittener Monographie König der Könige dar und die Autorin zögert auch nicht, den polnischen Schriftsteller wegen Ungenauigkeiten im Detail und seinem Hang zum Fabulieren zu kritisieren. Detailreich schildert Trenkler die Abläufe am Hof, wie sie beispielsweise Kostenvoranschläge für Kochtöpfe erstellen musste und diese der kaiserlichen Genehmigung bedurften. So ergibt sich ein plastisches Bild von Bediensteten in einem absolutistisch geführten Hofstaat, auch von der Rolle der ferenji, der Ausländer, und ihres Status im Äthiopien der 1960er und 1970er Jahre.
Ihren Lebensabend verbrachte Lore Trenkler in einem Altersheim in Wien-Penzing. Sie wurde am Gersthofer Friedhof bestattet.
Die äthiopischen Schaustücke im Weltmuseum Wien, eröffnet im Oktober 2017, stammen zu einem großen Teil aus ihrer Sammlung.

## Buchpublikation
- Hrsg. von Rudolf Agstner: Arbeiten und Leben am Hof Haile Selassies I. Erinnerungen 1960–1975. Wiesbaden: Harrassowitz 2011, ISBN 978-3-447-06447-7.

## Porträts
- Franz Fluch: Lore Trenkler – Köchin des äthiopischen Kaisers Haile Selassie, Hörbilder, Ö1, 7. Oktober 2017
- Florian Gasser: Frisch gekocht in Addis Abeba, in: Die Zeit (Hamburg), 26. Mai 2011